# 埃利娜·瓦尔托宁
埃利娜·玛丽亚·瓦尔托宁（芬蘭語：Elina Maria Valtonen，1981年10月23日—），旧姓莱波迈基（Lepomäki），芬兰从政人物。自2014年起她为民族联合党的议员，2023年入閣任外交部長。她之前曾担任金融智库的领导。她同时拥有理工科硕士及商科硕士学位。